# Ubenide

Mappa della circoscrizione

Ubenide è una circoscrizione elettorale di Nauru, l'unica che non prende il nome da uno dei suoi distretti. Il suo nome è l'acronimo dei 4 distretti che lo compongono (Uaboe, BEidi - vecchio nome di Baiti -, NIbok e DEnigomodu).
```
Si trova sulla costa ovest e comprende i distretti di 
Baiti
, 
Denigomodu
, 
Nibok
 e 
Uaboe
. Ha una superficie di 
4,74
 
km²
 e una popolazione di 
4 220
 abitanti (2007). È l'unica circoscrizione a eleggere 4 membri al Parlamento di Nauru (le altre ne eleggono 2).
```

## Infrastrutture
Ubenide ha numerose infrastrutture: parte della ferrovia dell'isola, l'ospedale e il centro di pianificazione della Nauru Posphate Corporation, un cimitero, una scuola, un centro commerciale, l'ospedale pubblico, la stazione meteorologica, il Consiglio locale del governo.